# Sede del Partito Comunista Francese
La sede del Partito Comunista Francese (PCF), si trova a Parigi, a Place du Colonel Fabien nel 19 ° arrondissement dal 1971. In precedenza è stato a 44 rue Le Peletier (9 ° arrondissement).

## Storia
La progettazione e i lavori sono stati seguiti dall'architetto brasiliano Oscar Niemeyer, che ha realizzato un primo schizzo nel 1965. L'edificio fu completato nel 1971, mentre la cupola, la piazza e la sala sotterranea solo negli anni 1979-1980. Le facciate sono ricoperte da una facciata continua di Jean Prouvé. Situato a "Place du Colonel Fabien," le cui prime lettere coincidono con le iniziali del nome del partito (PCF).
In anni recenti per garantire nuove risorse al partito, Robert Hue ha permesso che all'interno dell'edificio venissero organizzate sfilate di moda e altri eventi mondani; per la stessa ragione alcuni spazi inutilizzati sono stati affittati ad architetti e società di produzione.
Dal 26 aprile 2007 è classificato come monumento storico.

## Collegamenti
L'edificio è raggiungibile tramite la linea 2 della metropolitana di Parigi, alla stazione di Colonel Fabien, e le linee 46 e 75 della rete di Bus RATP.